# Rectolejeunea rhodesiae
Rectolejeunea rhodesiae là một loài Rêu trong họ Lejeuneaceae. Loài này được (Sim) S.W. Arnell miêu tả khoa học đầu tiên năm 1953.